# Скачко, Павел Григорьевич
Павел Григорьевич Скачко (24 января 1924, село Киевка, Новоузенский район, Саратовская область, РСФСР — 24 декабря 2016, Москва, Российская Федерация) — советский ученый в области военных наук, старший преподаватель Военной академии Генерального штаба (1979—1989), заслуженный деятель науки Российской Федерации, доктор военных наук, профессор генерал-майор в отставке.

## Биография
Окончил три курса индустриального техникума, перешел и в мае 1941 года с отличием закончил Харьковское пехотное училище.
Участник Великой Отечественной войны. В составе 132-й стрелковой дивизией лейтенант Скачко 7 июля 1941 года прибыл под Могилёв, 8 июля в составе 498-го стрелкового полка вступил в бой и был ранен.
После выписки из госпиталя в октябре 1941 года направлен в 798-й стрелковый полк, воевавший под Курском (во время боев вместе с другим бойцом пробрались в подбитый немецкий танк на нейтральной полосе, и корректировали огонь артиллерии), был назначен командиром взвода, а в ноябре 1941 года командиром роты. В конце декабря 1941 года — ранение и контузия. В мае 1942 года, после госпиталя, направлен в 1-й запасный парашютно-десантный полк под Энгельсом.
Закончил командирские курсы в Нахабино и в августе 1942 года направлен заместителем командира батальона в воздушно-десантную бригаду. В 1943 году был назначен начальником разведки 9-й гвардейской воздушно-десантной дивизии, в этой должности воевал до мая 1945 года. С этой дивизией освобождал Белгород, Харьков, Кременчуг, форсировала Днепр, Днестр, Вислу, Одер. После тяжелого ранения он догнал свою дивизию под Дрезденом.
Закончил войну 8 мая 1945 года в звании капитана.
После войны окончил Академию бронетанковых войск, был начальником кафедры.
Работал в ЦНИИ-27, заместителем начальника Академии МВД СССР, с 1979 по 1989 годы работал в звании профессора на кафедре оперативного искусства академии Генштаба России.
Академик Академии военных наук и Международной академии информатизации при ООН.

## Награды и звания
- 3 ордена Красного Знамени
- 2 ордена Отечественной войны I степени
- 2 ордена Красной Звезды
- 20 медалей
- Заслуженный деятель науки Российской Федерации (27 февраля 1995) — за заслуги в научной деятельности[2]
- Почётный работник высшего профессионального образования Российской Федерации[3]
- Премия Академии военных наук имени А. В. Суворова
- Почетный гражданин города Полтавы[4]